# 香蕉太妃派
香蕉太妃派（英語：Banoffee pie）是一种英式甜点派，由香蕉、鲜奶油和浓焦糖酱（由煮沸的炼乳或焦糖牛奶醬制成）混合在黄油饼干底或由碎饼干和黄油制成的饼干底上。 部分食谱还包含巧克力、咖啡或两者兼而有之。